# 詹嗣賢
詹嗣賢，江苏仪征县人，清朝政治人物，進士出身。张集馨外甥。

## 生平
同治十三年，登進士，改庶吉士。光绪八年八月初一（1882年9月12日），由翰林院编修调任廣西學政。